# Periderm (plant)
| Veelvoorkomende peridermvorming (van buiten naar binnen) | Veelvoorkomende peridermvorming (van buiten naar binnen) |
| -------------------------------------------------------- | -------------------------------------------------------- |
| epidermis / rhizodermis                                  |                                                          |
| (eventueel schors, cortex-restanten)                     |                                                          |
| periderm                                                 | kurk (felleem)                                           |
| periderm                                                 | kurkcambium (fellogeen)                                  |
| periderm                                                 | kurkschors (felloderm)                                   |
| schors                                                   |                                                          |

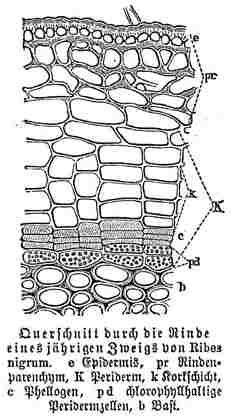
Dwarsdoorsnede van de schors met kurklaag van een eenjarige tak van zwarte bes. K=periderm

Het periderm bij zaadplanten met secundaire diktegroei bestaat uit verschillende weefsels en vervangt als afsluitingsweefsel tijdens de diktegroei de epidermis of de rhizodermis. Door de kurklaag kan geen uitwisseling van gassen, zoals zuurstof, en water meer plaatsvinden. In het periderm van stengels komen lenticellen voor, die voor de gasuitwisseling en het doorlaten van water zorgen.
Het periderm is bij stengels een secundaire en bij wortels een tertiaire weefsellaag, die van buiten naar binnen bestaat uit kurk (felleem), kurkcambium (fellogeen) en soms ook kurkschors (felloderm, kurkparenchym). 
Het periderm kan op verschillende plaatsen ontstaan: uit de epidermis, direct onder de epidermis, dieper gelegen in de primaire schors of (bij wortels) uit het pericambium of uit de pericykel. Door de diktegroei wordt de epidermis van de stengels of rhizodermis van de wortel stuk getrokken en vervangen door het periderm. Het periderm beschermt de plant net zoals de epidermis.